# Wywiad motywujący
Wywiad motywujący (ang. motivational interviewing)) – rozmowa skoncentrowana na rozmówcy, poprzez dyrektywne zwiększanie wewnętrznej motywacji jednostki do zmian wynikających z analizy i przezwyciężenie dylematów. 
Podczas wywiadu podkreślane są aspekty możliwej zmiany, następuje przybliżanie rozmówcy do celu. 
Metodę po raz pierwszy opisano w 1983 i początkowo stosowano przede wszystkim w pracy z osobami uzależnionymi od alkoholu. Metoda nie ma na celu wymuszanie oczekiwanej zmiany, której rozmówca nie chce. Skutkiem wywiadu ma być zmiana naturalna, którą odbiorca odbiera jako pozytywną, w jego interesie. Sposób ten zakłada, że klient jest zdolny do samodzielnego i aktywnego wzięcia udziału w procesie zmiany swojej sytuacji życiowej.